# Marià Villangómez
Marià Villangómez Llobet (Ibiza, 1913-2002) fue un poeta y traductor español en lengua catalana.

## Biografía
Nació en una familia de médicos y farmacéuticos, pero de joven se va decantó por el estudio de las letras. En 1928 comenzó a estudiar la carrera de Derecho en Barcelona, en una época convulsa en la historia de Cataluña, obteniendo el título en 1933 (aunque jamás llegó a ejercer la abogacía). Lector ávido de poesía, interesado tanto por autores catalanohablantes como Verdaguer, y en lengua castellana, como Antonio Machado (por quien sentía especial predilección). Su primera publicación fue "Començament de tardor" ("Inicio del otoño") el 15 de noviembre de 1933 en el Diario de Ibiza, y siguió publicando poemas diversos en revistas (La Nostra Terra en 1935 y Almanac de les Lletres per a 1936) hasta el estallido de la guerra civil española. 
Aunque durante esos años había seguido leyendo a autores en catalán y castellano, incluyendo a Juan Ramón Jiménez o la Generación del 27, y diversos autores internacionales, en los años 30 ya había decidido emplear el catalán como lengua de referencia para su escritura. Sin embargo, el inicio del conflicto nacional supone un quiebro en sus primeros años como autor.
En 1938 se trasladó a Valencia y fue movilizado en el frente de Castellón en el bando de Franco (estuvo en la zona de Higueras). Durante la guerra siguió escribiendo, pero no publicando: hasta los años cuarenta no volvió a dar a conocer sus versos, que continuaba escribiendo en catalán aprovechando los escasos espacios de permisividad lingüística del régimen franquista en el uso público del catalán. 
Después de la guerra, al haber concluido la conflagración con el rango de alférez provisional, aprovechó la posibilidad que tenían dichos oficiales para incorporarse a la enseñanza como maestros, tarea que ejerció durante veinticinco años en Cornellá de Llobregat e Ibiza. Estos años están marcados por haber entrado en contacto con otros poetas y autores mallorquines, como Miquel Ferrà, y otros representantes de la cultura catalana que se movían en la clandestinidad. En 1945 se publica de forma limitada Sonetos mediterráneos, primer y único poemario en lengua castellana del autor: sus sonetos fueron escritos, según las dataciones del propio libro, entre noviembre de 1943 y septiembre de 1944. Fueron posteriormente traducidos al catalán por el poeta para integrarlos en el primer volumen de sus Obres completes. Poesia (1986).
Su presencia pública como poeta en catalán se retoma en 1945 en la revista ibiza, donde publica Poemes del port, que pasarán a formar parte del poemario Terra i somni (1948), con versos escritos entre 1943 y 1945; y, posterioirmente, con Elegies i paisatges (1949) recoge poemas de 1933 a 1943. Es una época en la que combina elementos intimistas con descripciones, sobre todo paisajes mediterráneos. Durante esta primera época su obra se sitúa cerca de la escuela mallorquina de poesía, caracterizada esta por priorizar la temática paisajística, usar un lenguaje pulcro y un marcado formalismo. Se oponía, por tanto, a la poesía social y existencialista que ponía el énfasis en el fondo y no en la forma.
Regresa a Ibiza en 1946 como maestro en Sant Miquel de Balansat, donde vivirá los próximos 13 años. Es un periodo de gran intensidad creativa donde se consolida su segunda etapa, denominada en ocasiones como "ciclo de Balansat": es el momento en el que publica sus libros más exitosos. Ambos fueron escritos en paralelo entre 1946 y 1954: Els dies (1950) y Els béns incompartibles (1954). Pronto les siguen Sonets de Balansat (1956) y La miranda (1958); de hecho, Sonets de Balansat, reconocido con el Premio de Poesía Cantonigròs de 1955 con un jurado presidido por Carles Riba, supone su reconocimiento literario en el entorno cultural de Cataluña.
En los años posteriores lanza dos libros de prosa: L'any en estampes (1956) y Llibre d'Eivissa (1957). El primero nace como un proyecto que iba a tomar la forma de publicación periódica mensual en el suplemento literario Isla del Diario de Ibiza durante el año 1953; sin embargo, la censura dificultaba la publicación regular de textos en prosa en lengua catalana en revistas y periódicos, por lo que finalmente se dio a conocer de forma completa como libro unificado. El Llibre d'Eivissa, por su parte, es un conjunto de reflexiones y observaciones etnográficas del autor sobre la isla (incluyendo su historia, costumbres, literatura popular, lengua y entornos geográficos). Una versión ampliada y revisada llamada Eivissa: la terra, la història, la gent se publicó en 1974.
Como culminación de esta fase de creación intensa, publica también sus primeras obras de teatro. Aunque muchas de ellas se habían escrito a principios de la década, sse darán a conocer públicamente más tarde. De esta época datan Es gat amb botes, El botxí d'espectres, Després de pondre's sa lluna y Es més alt embruixament. Su segunda época de escritura dramática se sitúa entre 1956 y 1957 con Amor d'avar, avar d'amor, Se suspèn la funció, L'anell és més que un joc, El jardí del amants y Les germanes captives. 
Culmina el "ciclo de Balansat" el libro El cop a la terra (1962), cuya fecha de escritura data de 1956. En 1959 deja Sant Miquel de Balansat y pasa a ser maestro en San Francisco de las Salinas. 
A partir de aquí se da a conocer su labor como traductor, aunque antes publicará un último libro de poesía: Declarat amb el vent, aparecido en 1963, pero escrito años antes incluso de El cop a la terra. Tras la aparición de este último poemario original, se centrará en revisar ediciones y antologías de sus propios textos. Además de traducciones como Versions de poesia moderna (1971), Recull de versions poètiques (1974) y Noves versions de poesia anglesa i francesa (1977), publica un manual de lengua catalana que recoge su experiencia docente: Curs d'iniciació a la llengua, original de 1972 y revisado y actualizado en 1978.
En esos años se retoma su presencia en los escenarios con las representaciones de diversas obras originales y adaptaciones o traducciones: S'assemblea de ses dones (1978), versión del texto de Aristófanes; Somni d'una nit de Sant Joan (1988), versión libre de la obra de Shakespeare; y tradujo, pero no se estrenó, L'excepció i la regla, de Bertolt Brecht. Siguió publicando traducciones poéticas, como “Darrers Versos” i altres poemes de Jules Laforgue (1979), W. B. Yeats: Trenta-quatre poemes (1983), Guillaume Apollinaire: Poemes (1983), John Keats: Isabel o El test d’alfàbrega / La vigília de Santa Agnès (1985), y Thomas Hardy: Vint-i-un poemes (1988). A esos libros hay que sumar la antología de poemas de autores de lenguas diversas Altres ales sobre una veu (1985).
Sus últimos libros son El llambreig en la fosca (2000), un conjunto de textos memorialísticos y reflexiones sobre su vida y experiencias, y el póstumo Llocs viscuts (2012).

## Reconocimientos
- 1983: Medalla de Oro de la Comunidad Autónoma de las Islas Baleares.
- 1983: Premio de la Crítica de Serra d'Or por W. B. Yeats: Trenta-quatre poemes
- 1984: Cruz de San Jorge.
- 1985: Premio Cavall Verd por John Keats: Isabel o El test d’alfàbrega / La vigília de Santa Agnès
- 1987: Medalla de Oro del Consejo Insular de Ibiza y Formentera
- 1988: Hijo ilustre de la ciudad de Ibiza
- 1989: Premio de Honor de las Letras Catalanas.
- 1989: Medalla de Plata de la Universidad de las Islas Baleares
- 1995: Doctor honoris causa por la Universidad de las Islas Baleares.

## Obra

### Poesía
- 1948 Terra i somni
- 1948 Elegies i paisatges
- 1950 Els dies
- 1954 Els béns incompartibles
- 1956 Sonets de Balansat
- 1956 Ceguesa de l'estel
- 1958 La miranda
- 1962 El cop a la terra (reeditado en 1988)
- 1963 Declarat amb el vent
- 1986 El palau de la natura
- 1986 Obres completes: Poesia

### Teatro
- 1983 El més alt embruixament. Se suspèn la funció
- 1998 Les germanes captives
- 2003 L'anell és més que un joc
- 2006 Amor d'avar, avar d'amor